# باول ميلز
باول ميلز هو متزلج فني كندي، ولد في القرن العشرين.